# Saint-Florent-le-Vieil
Saint-Florent-le-Vieil là một xã thuộc tỉnh Maine-et-Loire trong vùng Pays de la Loire phía tây nước Pháp. Xã này nằm ở khu vực có độ cao trung bình 40 mét trên mực nước biển.
Sông Èvre tạo thành ranh giới phía tây thị trấn, sau đó chảy vào sông Loire, sông tạo thành ranh giới phía bắc thị trấn.